# Ed Neumeister
Ed Neumeister (* 1. September 1952 in Topeka/Kansas) ist ein US-amerikanischer Jazzposaunist und -komponist.

## Leben und Wirken
Neumeister spielte als Jugendlicher Posaune in einem Spielmannszug in Oakland. Von 1970 bis 1973 studierte er an der University of California in San Jose Posaune bei Bob Szabo und Komposition bei Lou Harrison. Nach einem Aufenthalt in Amsterdam wurde er 1975 Schüler von Mitchell Ross in San Francisco. 1978 wurde er Erster Posaunist  des Sacramento Symphony Orchestra. In dieser Zeit trat er auch mit einem eigenen Jazzquartett auf, das den Namen New Ed Meistero Quartet trug und mit Musikern wie Mark Levine, Jerry Granelli, Michael Formanek, Lincoln Goines, Clarence Beckton und Bruce Forman arbeitete.
1980 ging Neumeister nach New York und wurde dort Mitglied der Band von Lionel Hampton. Nach Auftritten mit der Buddy Rich Band trat er 1981 der Mel Lewis Big Band (später Vanguard Jazz Orchestra) bei, mit der er 18 Jahre lang regelmäßig zusammenarbeitete. Im gleichen Jahr begann auch seine fünfzehn Jahre währende Zusammenarbeit mit dem Duke Ellington Orchestra, das von Ellingtons Sohn Mercer geleitet wurde. Von 1982 bis 1984 trat er außerdem mit Gerry Mulligans Concert Jazz Band auf.
Daneben leitete Neumeister eigene Quartett- und Quintettformationen, denen u. a. Jim McNeely, Kenny Werner, Harold Danko, Marc Copland, Victor Jones, Dennis Irwin, Drew Gress, Jay Anderson, Lincoln Goines, Jamey Haddad, John Riley und Billy Drewes angehörten und mit denen er die Alben Metro Music und Mohican and the Great Spirit aufnahm.
1988 gründete er das New Hat Ensemble, ein Oktett, dem u. a. Joe Lovano, Kenny Werner und Don Byron angehörten. Anlässlich der Feiern zum 100. Geburtstag von Duke Ellington formte Neumeister eine Gruppe mit Mark Feldman, Billy Drewes, Ron Miles, Marc Copland und Tom Rainey (bzw. Jamey Haddad), mit der er 1999 und 2000 Tourneen durch Italien unternahm.
Seit 1987 nahm Neumeister Kompositionsunterricht bei Bob Brookmeyer, dem musikalischen Leiter der Mel Lewis Band, und bei Manny Albam. Sein Arrangement von A Nightingale Sang in Berkeley Square, das er für die Mel Lewis Band geschrieben hatte, wurde 1992 für einen Grammy nominiert.
Im gleichen Jahr lud ihn die Klüvers Big Band zu einer Konzertreise nach Dänemark ein. Er wurde Professor an der Universität für Musik und darstellende Kunst Graz und übersiedelte nach Wien. Zwischen 2000 und 2006 war er außerdem mit David Angel Fachbereichsleiter für Jazzkomposition an der Musikhochschule Luzern. In Österreich entstanden sein Cellokonzert und die Fantasie für Cello und Bigband, die mit dem Solisten Friedrich Kleinhapl und der Jazz Bigband Graz beim Ars Label aufgenommen wurden.

## Auswahl-Diskographie
- Mohican and the Great Spirit mit Peter Eigenmann, Hämi Hämmerli (TCB, 1996)
- Ed Neumeister Quintet: Metro Music mit Billy Drewes, Jim McNeely, Dennis Irwin, Jamey Haddad (Timescraper 1997)
- The New York Trombone Quartet Plays: Collage mit Joseph Alessi, James Pugh, David Taylor (2001)
- Ed Neumeister Quartet: New Standards mit Fritz Pauer, John Hollenbeck, Drew Gress (Meistero 2005)
- Jay Clayton, Fritz Pauer, Ed Neumeister 3 for the Road (Meistero 2020)
- Karl Ratzer & Ed Neumeister: Alone Together (Enja 2021)[1]
- Wind / McNeely / Neumeister: Counterpoint (Laika 2023)[2]